# Republika Ingrii Północnej
Republika Ingrii Północnej – krótkotrwale istniejące państwo nieuznawane znajdujące się na terytorium północnej Ingrii. Istniało ono w latach 1919–1920.

## Historia
Niepodległość Republiki Północnej Ingrii została ogłoszona 9 lipca 1919 roku na spotkaniu ingriańskich emigrantów. Republika odłączyła się od Rosyjskiej Federacyjnej Socjalistycznej Republiki Radzieckiej. 
Celem nowopowstałego państwa było dążenie do zachowania bliskich relacji z Republiką Finlandii i włączenia do niej. Centrum administracyjnym państwa była wieś Kirjasalo. Państwo miało własne siły zbrojne (Pułk Północnoingermanlandzki), odznaczenia i znaczki pocztowe. Na mocy traktatu w Tartu państwo zostało włączone do RFSRR 5 grudnia 1920 roku. Ingria Północna posiadała własną pocztę, która od 1920 roku wydawała znaczki pocztowe.

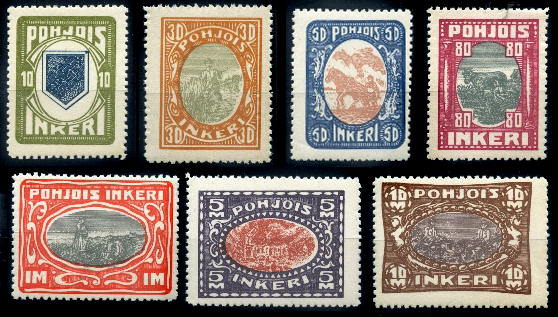
Znaczki pocztowe Północnej Ingrii